# Château Blome
Pour les articles homonymes, voir Blome.
Le château Blome (Blomenburg) est un château néogothique d'inspiration Tudor situé à côté du petit village de Selent dans le Schleswig-Holstein (arrondissement de Plön) en Allemagne septentrionale.

## Histoire
Le comte Otto von Blome, à qui appartient aussi le domaine de Salzau (commune de Fragau-Pratjau) à proximité, achète en 1829 les terres de Lammershagen auxquelles le village de Selent est rattaché. Il fait construire le château, entouré d'un parc à l'anglaise, en 1842 par le berlinois Eduard Knoblauch, pour servir de rendez-vous de chasse dans une propriété de 23 hectares de forêts et de champs giboyeux.
Le château est vendu en 1927 à l'État du Schleswig-Hosltein qui en reste propriétaire jusqu'en 1993. Il y installe une maison d'éducation pour la jeunesse du Land. Le château est vendu le 1er janvier 1997, avec 67 hectares de terres, à un homme d'affaires de Rendsburg, M. Dietmar Hartmann, qui le restaure et installe en 2006 un centre de technologie.  